# Limnodynastes interioris
Limnodynastes interioris é uma espécie de anfíbio da família Limnodynastidae.
É endémica da Austrália.
Os seus habitats naturais são: florestas temperadas, pântanos subtropicais ou tropicais, savanas áridas, savanas húmidas, campos de gramíneas subtropicais ou tropicais secos de baixa altitude, rios, rios intermitentes, pântanos, marismas de água doce, marismas intermitentes de água doce, áreas de armazenamento de água e lagoas.
Está ameaçada por perda de habitat.